# Jogonegoro
Jogonegoro is een bestuurslaag in het regentschap Magelang van de provincie Midden-Java, Indonesië. Jogonegoro telt 6602 inwoners (volkstelling 2010).